# Kung Salomos ångest
Kung Salomos ångest (fransk originaltitel L'Angoisse du roi Salomon) är en roman från 1979 av Romain Gary, under pseudonymen Émile Ajar. Den utkom i svensk översättning 1980.
Boken handlar om taxichauffören Jean som är galen i uppslagsböcker ("Jag letar efter någonting.") Han träffar Salomo Rubinstein, byxornas konung, som numera driver en hjälporganisation för ensamma människor. Av allmän kärlek till mänskligheten inleder Jean en affär med en pensionerad vissångerska, och av speciell kärlek träffar han en ung bokförsäljerska.